# Christopher Clarke
Christopher Clarke (Reino Unido, 25 de enero de 1990) es un atleta británico especializado en la prueba de 4x400 m, en la que consiguió ser medallista de bronce mundial en pista cubierta en 2010.

## Carrera deportiva
En el Campeonato Mundial de Atletismo en Pista Cubierta de 2010 ganó la medalla de bronce en los relevos de 4x400 metros, llegando a meta en un tiempo de 3:07.52 segundos, tras Estados Unidos y Bélgica (bronce).